# Pablo Daniel Brandán
Pablo Brandán (Buenos Aires, 5 de març de 1983) és un futbolista argentí, que ocupa la posició de defensa. Ha estat internacional argentí en categoria sub-20.
Ha militat a l'Huracán, Argentinos Juniors, Independiente i Instituto de Córdoba, al seu país, així com al Deportivo Alavés i Burgos CF de la competició espanyola, i a l'Unirea Urziceni romanès.